# Tizgane
Tizgane (en àrab تزكان, Tizgān; en amazic ⵜⵉⵣⴳⴰⵏ) és una comuna rural de la província de Xauen, a la regió de Tànger-Tetuan-Al Hoceima, al Marroc. Segons el cens de 2014 tenia una població total de 12.773 persones.